# Saint-Théoffrey
Saint-Théoffrey este o comună în departamentul Isère din sud-estul Franței. În 2009 avea o populație de 444 de locuitori.

## Evoluția populației
| An        | 1975 | 1982 | 1990 | 1999 | 2006 | 2009 |
| --------- | ---- | ---- | ---- | ---- | ---- | ---- |
| Populație | 115  | 210  | 279  | 342  | 417  | 444  |